# Sicyodes warreni
Sicyodes warreni är en fjärilsart som beskrevs av Louis Beethoven Prout 1938. Sicyodes warreni ingår i släktet Sicyodes och familjen mätare. Inga underarter finns listade i Catalogue of Life.